# Zonneletter

Het Arabisch alfabet met de zonneletters weergegeven in rood.

Zonneletters zijn die letters uit het Arabische alfabet die in het Hoogarabisch bij de uitspraak het bepaald lidwoord "al ال" assimileren, waardoor een vloeiende klank ontstaat.
De naam "zonneletter" komt van het Arabische woord sjams شمس : "zon", waarvan de beginletter sjin bij de geassimileerde medeklinkers hoort. De uitspraak van الشمس, "de zon", is derhalve niet "al-sjams" maar "asj-sjams".
Tot de zonneletters behoren die 14 letters die men bij het spreken op dezelfde plaats vormt als de "l"-klank.
De andere letters zijn maanletters, waarbij men de "l"-klank uit "al" wél uitspreekt.
Strikt toevallig kan men om te onthouden welke letters zonneletters zijn, ook een ezelsbruggetje uit het Nederlands gebruiken: het Nederlandse woord "zonneletters" geeft namelijk een behoorlijke indicatie over welke letters het gaat: de Arabische equivalenten van de letters z, n, l, t, r, s en "buurletters" als "d", "sj".
De 14 zonneletters zijn ﻥ ,ﻝ ,ﻅ ,ﻁ ,ﺽ ,ﺹ ,ﺵ ,ﺱ ,ﺯ ,ﺭ ,ﺫ ,ﺩ ,ﺙ ,ﺕ:
- Ta: التعليم - at-taʿalim - het onderwijs,
- Tha: الثورة - ath-thaura - de revolutie,
- Dal: الدولة - ad-daula - de staat,
- Dhal: الذرة - adh-dharra - de maïs,
- Ra: الرئيس - ar-ra'is - de voorzitter,
- Zai: الزيت - az-zait - de olie,
- Sin: السكر - as-sukkar - de suiker,
- Sjin: الشمس - asj-sjams - de zon,
- Sad: الصندوق - as-sunduq - het fonds,
- Dad: الضيف - ad-daif - de gasten,
- Tah: الطاولة - at-tawula - de tafel,
- Za: الظهر - az-zuhr - de middag,
- Lam: اللغة - al-lugha - de taal,
- Nun: النوم - an-naum - het slapen.